# Králík Fiala
Králík Fiala je český animovaný televizní seriál z roku 2008 poprvé vysílaný v rámci večerníčku v listopadu roku 2011.
Autorem námětu a scénáře byl Ivan Binar, režijně natáčení vedl David Súkup. Výtvarné ztvárnění dodala Eva Sýkorová-Pekárková. Seriál namluvil frontman skupiny MIG 21 Jiří Macháček. Hudbu zkomponoval Zdeněk Zdeněk. Bylo natočeno 7 epizod, délka se pohybovala kolem 10 minut.

## Synopse
Fiala je králík s fialovou barvou, žlutým vnitřkem uší a růžovým nosem, který bydlí se svými lidmi Marií, Maxmiliánem a bratrancem Kubíkem, kmenem statečných Ma-Ma-Kuů, na pražské Letné. Nejvíce si pochutná na mrkvičkové zmrzlině a je přirozeně zvídavý, nesmírně kamarádský a hodně zcestovalý. Má štěstí, že zná tetu Vlastu z Kanady, která se vždy vyskytne ve správný čas na správném místě a může Fialu vytáhnout z každé šlamastyky…

## Seznam dílů
1. Díra až do Austrálie
2. S čertem do Afriky
3. Fiala si užije Asie
4. Rodinný výlet do Kanady
5. Za Toníčkem do Mnichova
6. Na Špicberkách to zebe
7. Do teplých krajin

## Další tvůrci
- Výtvarník: Eva Sýkorová-Pekárková
- Animace: Radek Doskočil, Tomáš Horovič, Miroslav Švec